# Marcus Paus
Marcus Paus (nascido a 14 de outubro de 1979 em Oslo, Noruega) é um compositor norueguês. Ele é um dos compositores mais tocados da Escandinávia e é conhecido por seu foco na tradição, tonalidade e melodia. Escreve música de câmara, obras corais, trabalhos solo, concertos, obras de orquestra, óperas, sinfonias e música cinematográfica.